# Diplectrona brunnea
Diplectrona brunnea är en nattsländeart som först beskrevs av Betten 1909.  Diplectrona brunnea ingår i släktet Diplectrona och familjen ryssjenattsländor. Inga underarter finns listade i Catalogue of Life.